# Instalación de mantenimiento y almacenamiento de Finch West
La instalación de almacenamiento y mantenimiento de Finch West es un patio de ferrocarril y un centro de servicio de vehículos para la futura línea 6 Finch West del metro de Toronto.

## Construcción
Metrolinx ha construido una instalación de mantenimiento y almacenamiento en un lote en el lado norte de Finch Avenue West entre York Gate Boulevard y Norfinch Drive junto al campus de Norfinch de Monsignor Fraser College. MSF tendrá instalaciones para dar servicio a los vehículos ferroviarios ligeros Alstom Citadis Spirit utilizados en la línea, así como a las vías de la línea.
El sitio de 100 000 metros cuadrados incluirá un edificio de mantenimiento con un área de 10 000 metros cuadrados, almacenamiento al aire libre para hasta 26 LRV, una instalación de lavado de autos, almacenamiento de materiales , un edificio administrativo y una subestación eléctrica de tracción. La instalación tendrá 4.4 kilómetros de vías, incluidos el almacenamiento exterior y las vías interiores. También hay 600 metros de vías para conectar MSF con Finch Avenue a través de York Gate Boulevard. Una vez que se complete la línea, los LRV que salgan de la instalación podrán entrar en servicio en dirección este u oeste.

La construcción de la instalación comenzó en 2019 y MSF estaba listo para recibir su primer LRV a fines de julio de 2021. Una vez que se complete el MSF, Mosaic Transit Group comenzará a probar los LRV y el sistema de comunicación. A fines de 2021, una sección de la línea desde MSF hasta Sentinel Road estará energizada por hasta 18 meses de prueba.
En 2020, Metrolinx fue criticado por proponer vender un terreno en el vecindario de Jane y Finch ubicado frente a MSF, en contra de las promesas iniciales a los grupos comunitarios locales. Mosaic Transit Group utiliza actualmente una franja de terreno de 32 metros de ancho a lo largo de Finch Avenue como área de preparación de la construcción. En marzo de 2021, Metrolinx canceló su propuesta y acordó proporcionar el terreno a costo cero para permitir la construcción de un centro social por parte de la ciudad de Toronto y la comunidad local, luego de la finalización de la línea.